# František Antonín z Rottalu
František Antonín hrabě z Rottalu též z Rothalu (německy Franz Anton Graf Rottal, 1690 nebo 1696 – 26. října 1762, Holešov) byl moravský šlechtic, poslední mužský člen starobylého rodu Rottalů. Působil jako státní úředník, mecenáš a podporovatel umění.

## Život

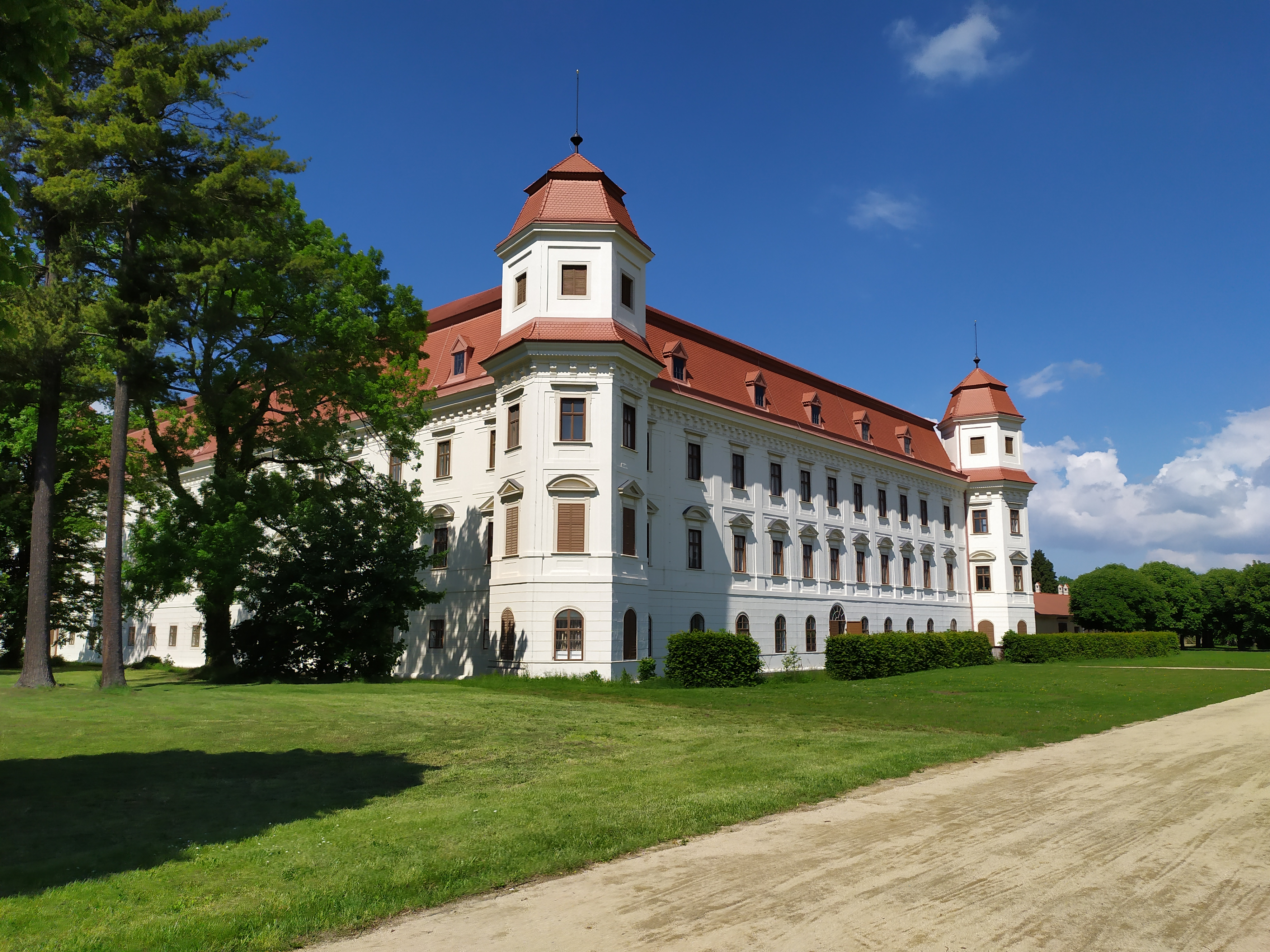
Holešovský zámek

Narodil se jako syn císařského komorníka Jana Zikmunda svobodného pána z Rottalu († 7. nebo 10. prosince 1717) a jeho manželky Marie Maxmiliany rozené kněžny z Lichtenštejna (1671–1717). Svobodný pán Jan Zikmund byl zadavatelem výstavby farního kostela v Holešově, bohatě vyzdobeného brněnským sochařem Janem Jiřím Schaubergerem.

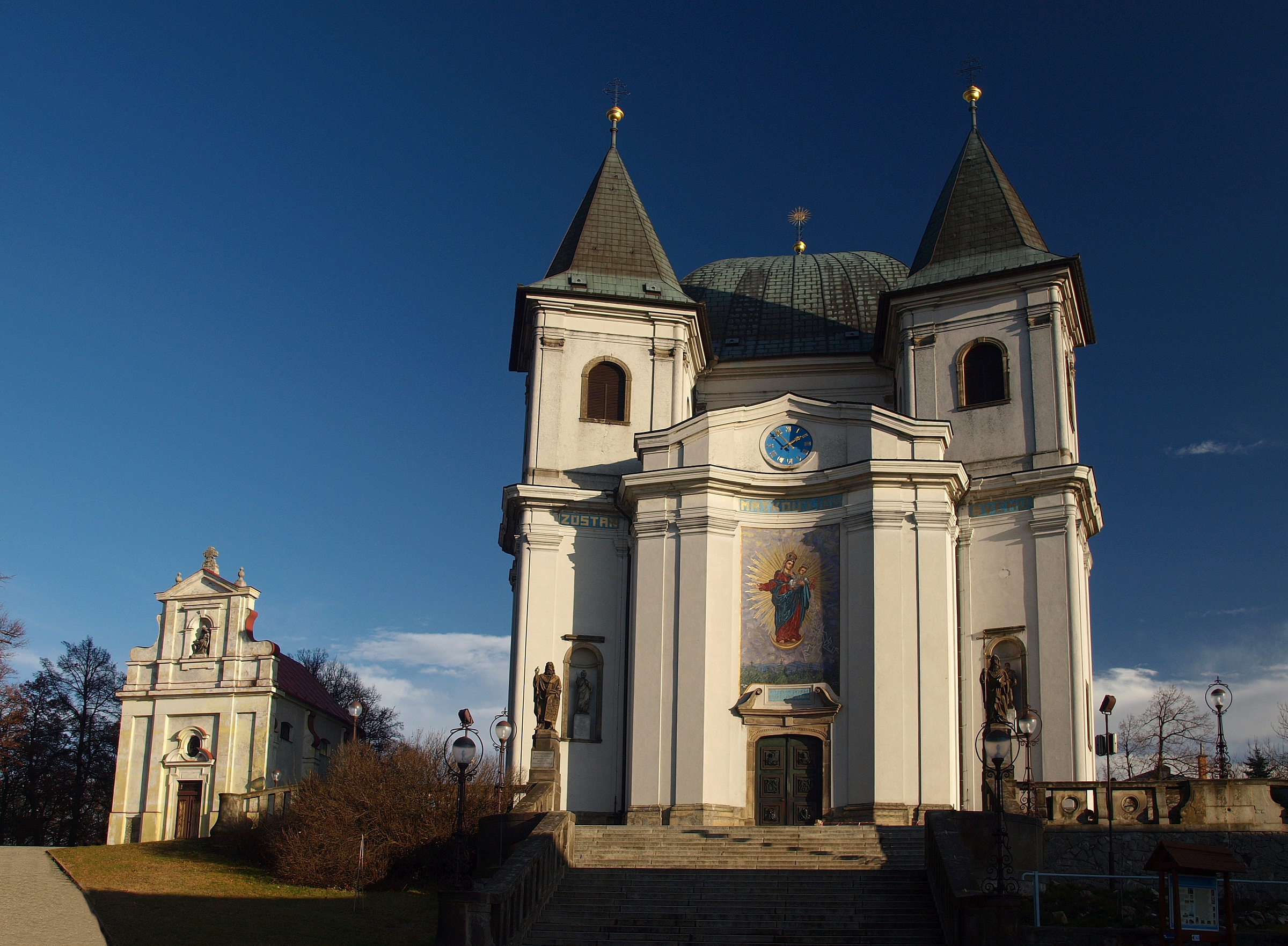
Bazilika Nanebevzetí Panny Marie na Hostýně

František Antonín si zvolil dráhu státního úředníka, kde však nedosáhl příliš vysokých postů. Byl krajským hejtmanem Hradišťského kraje v letech 1719–1722. V roce 1732 se stal tajným radou a brzy na to byl povýšen do hraběcího stavu. V roce 1735 ještě vystupuje jako vlastník pozemků, poté se však zcela stáhl do soukromí a společně se svou manželkou se věnoval péči o poddané, výstavbě církevních budov a umění na svých rozsáhlých panstvích. Ve svém domě vždy zaměstnával malíře, sochaře, architekty, hudebníky, a to jak domácí, tak zahraniční. Inicioval výstavbu kostelů a dalších budov, které nechal umělecky vyzdobit. Mezi četnými kostely, zámeckými stavbami a zahradami byly např.: obnova poutního kostela na Hostýně (1721–1748) podle poslední vůle jeho otce, který kostel založil, který však byl poté, ponechán napospas času. Dále přestavba kostela sv. Anny v roce 1743 v Holešově při pozdějším klášteře trinitářů, výstavba farního kostela sv. Jiljí v Bystřici pod Hostýnem (1744), kostel Nejsvětější Trojice v Kostel v Mysločovicích (1752), kaple a rodová hrobka v Holešově, kde také našel poslední spočinutí.
V roce 1746 založil hrabě František Antonín klášter trinitářů k vykoupení křesťanů z tureckého otroctví.
Ve své závěti z 20. listopadu 1761 mj. vyčlenil 4000 florénů na modlitby za spásu jeho duše při mších v holešovské kapli. Stejnou částku na výdaje pro lékaře k bezplatnému ošetření poddaných a 3000 florénů na zřízení lékárny pro lid.
Při realizacích výše zmíněných kostelů hrabě angažoval tehdy slavného stavitele Thomase Sturma, dále sochaře Fritsche, student mistra Georga Raphaela Donnera, Jan Jiří Schauberger či Franz Anton Zauner. Hrabě měl také svou dvorní kapelu, zaměstnával mnoho hudebníků pro italskou operu, zejména skladatele a dirigenta Ignaze Holzbauera.
Hrabě František Antonín z Rottalu zemřel dne 26. října 1762 v holešovském zámku jako poslední mužský příslušník svého rodu. Svůj velký majetek rozdělil mezi své dcery a zetě. Úřad nejvyšší komory nad stříbry ve Štýrsku, kterou rodina Rotta vlastnila od roku 1536, nyní přešla na hraběte Perglase. Rozsáhlé panství Napajedla v Hradišťském okrese, které Rottalové vlastnili od roku 1612, připadlo druhé dceři Františka Antonína, Marii Anně, provdané za Guidobalda z Ditrichštejna.

### Manželství a rodina
Hrabě František Antonán z Rottalu byl dvakrát ženat.
- Jeho první manželkou se 14. ledna 1718 stala hraběnka Marie Cecílie z Trauttmansdorffu (1698-1743), jejíž matka, Marie Barbora ze Starhembergu, byla dcerou polního maršála Ernsta Rüdigera hraběte ze Starhembergu, který se proslavil při obraně Vídně proti Turkům. Z manželství se narodil syn Ferdinand Josef, který však zemřel ještě za otcova života a tři dcery:
  - Marie Amálie, provdaná za Linharta de la Rovere hraběte z Monte l’Abbate
  - Marie Anna Antonie (1717–1767), provdaná za hraběte Guidobalda Josefa z Ditrichštejna
  - Marie Terezie Maxmiliana (1721–1756), provdaná za polního maršála Františka Leopolda hraběte Nádasdyho.
- Jeho druhou ženou byla Marie Terezie, ovdovělá paní z Kramernu, rozená z Wimmeru (?), s níž však neměl žádné děti.

Po smrti Františka Antonína došlo ke složitému přerozdělení obrovského pozemkového majetku na Moravě. František Antonín měl tři dcery, dvě z nich však v roce 1762 již nežily. Jediná dosud žijící dcera Marie Antonie (1717–1767), provdaná Ditrichštejnová převzala dočasně panství Napajedla, později je ale předala neteři Marii Terezii Rovere Monte l’Abbate (1757–1824), provdané za významného diplomata hraběte Jana Ludvíka Cobenzla. Další dcera Františka Antonína, Terezie (1721–1756), v době otcovy smrti již také nežila. Podíl na panství Holešov převzal její manžel, polní maršál hrabě František Leopold z Nádasdy, pocházející z významné uherské šlechtické rodiny.
Další podíly po vymření Rottalů převzaly dcery Adama Jáchyma. Marie Josefa (1735–1808), provdaná Auerspergová, zdědila Tlumačov. Marie Anna (1738–1795), provdaná Lambergová, získala Kvasice a panství Zlín převzala nejmladší dcera Marie Terezie (1742–1777), provdaná Khevenhüllerová.